# Bacary Sagna
Bacary Sagna (Sens, 14 februari 1983) is een Frans voetballer van Senegalese afkomst die in de verdediging speelt. Hij verruilde Benevento in augustus 2018 transfervrij voor Montreal Impact. Sagna debuteerde in augustus 2007 in het Frans voetbalelftal.

## Clubcarrière
Sagna's profcarrière begon bij AJ Auxerre. Hij kwam 87 keer uit voor deze ploeg in de Franse Ligue 1. Sagna maakte deel uit van het team dat de Franse beker won in 2005; ook kwam hij in het seizoen 2006/07 uit voor Auxerre in de UEFA Cup.
Op 12 juli 2007 maakte Sagna de overstap naar Arsenal voor een bedrag dat wordt geschat op negen miljoen euro. Hij kreeg het shirt met rugnummer 3, dat daarvoor werd gedragen door Ashley Cole. Sagna maakte zijn debuut in het Arsenalshirt op 19 juli 2007 in een met 3–0 gewonnen vriendschappelijke wedstrijd tegen Gençlerbirliği.
Sagna maakte zijn debuut in de Premier League in de thuiswedstrijd tegen Fulham. Hij speelde doorgaans als rechtsback en was onder manager Arsène Wenger verzekerd van een basisplaats. Op 13 juni 2014 maakte Manchester City FC de overstap van Sagna bekend; hij tekende een contract voor drie jaar. Aan het einde van het seizoen 2016/17 werd zijn contract niet verlengd door de Engelse club. Hetzelfde gold voor zijn collega's Willy Caballero, Gaël Clichy en Jesús Navas.

## Clubstatistieken
| Seizoen     | Club            | Competitie          | Competitie | Competitie | Competitie | Beker | Beker | Beker | Internationaal | Internationaal | Internationaal | Totaal | Totaal | Totaal |
| Seizoen     | Club            | Competitie          | Wed.       | Dlp.       | Ass.       | Wed.  | Dlp.  | Ass.  | Wed.           | Dlp.           | Ass.           | Wed.   | Dlp.   | Ass.   |
| ----------- | --------------- | ------------------- | ---------- | ---------- | ---------- | ----- | ----- | ----- | -------------- | -------------- | -------------- | ------ | ------ | ------ |
| 2004/05     | AJ Auxerre      | Ligue 1             | 26         | 0          | 0          | 7     | 0     | 0     | 10             | 0              | 0              | 43     | 0      | 0      |
| 2005/06     | AJ Auxerre      | Ligue 1             | 23         | 0          | 0          | 3     | 0     | 0     | 1              | 0              | 0              | 27     | 0      | 0      |
| 2006/07     | AJ Auxerre      | Ligue 1             | 38         | 0          | 3          | 3     | 0     | 0     | 10             | 0              | 1              | 43     | 0      | 4      |
| Club Totaal | Club Totaal     | Club Totaal         | 87         | 0          | 3          | 13    | 0     | 0     | 21             | 0              | 1              | 121    | 0      | 4      |
| 2007/08     | Arsenal         | Premier League      | 29         | 1          | 4          | 3     | 0     | 0     | 8              | 0              | 3              | 40     | 1      | 7      |
| 2008/09     | Arsenal         | Premier League      | 35         | 0          | 1          | 5     | 0     | 0     | 9              | 0              | 0              | 49     | 0      | 1      |
| 2009/10     | Arsenal         | Premier League      | 35         | 0          | 5          | 1     | 0     | 0     | 8              | 0              | 0              | 44     | 0      | 5      |
| 2010/11     | Arsenal         | Premier League      | 33         | 1          | 3          | 6     | 1     | 0     | 4              | 0              | 0              | 43     | 2      | 3      |
| 2011/12     | Arsenal         | Premier League      | 21         | 1          | 3          | 2     | 0     | 0     | 6              | 0              | 1              | 29     | 1      | 4      |
| 2012/13     | Arsenal         | Premier League      | 25         | 0          | 0          | 3     | 0     | 0     | 3              | 0              | 0              | 31     | 0      | 0      |
| 2013/14     | Arsenal         | Premier League      | 35         | 1          | 4          | 4     | 0     | 1     | 9              | 0              | 2              | 48     | 1      | 7      |
| Club Totaal | Club Totaal     | Club Totaal         | 213        | 4          | 20         | 24    | 1     | 1     | 47             | 0              | 6              | 284    | 5      | 27     |
| 2014/15     | Manchester City | Premier League      | 9          | 0          | 0          | 3     | 0     | 0     | 4              | 0              | 0              | 16     | 0      | 0      |
| 2015/16     | Manchester City | Premier League      | 28         | 0          | 3          | 6     | 0     | 0     | 11             | 0              | 0              | 45     | 0      | 3      |
| 2016/17     | Manchester City | Premier League      | 17         | 0          | 1          | 3     | 0     | 1     | 5              | 0              | 0              | 25     | 0      | 2      |
| Club Totaal | Club Totaal     | Club Totaal         | 54         | 0          | 4          | 12    | 0     | 1     | 20             | 0              | 0              | 86     | 0      | 5      |
| 2017/18     | Benevento       | Serie A             | 13         | 1          | 0          | 0     | 0     | 0     | —              | —              | —              | 13     | 1      | 0      |
| Club Totaal | Club Totaal     | Club Totaal         | 13         | 1          | 0          | 0     | 0     | 0     | 0              | 0              | 0              | 13     | 1      | 0      |
| 2018        | Montreal Impact | Major League Soccer | 9          | 1          | 0          | 0     | 0     | 0     | —              | —              | —              | 9      | 1      | 0      |
| 2019        | Montreal Impact | Major League Soccer | 31         | 1          | 4          | 0     | 0     | 0     | —              | —              | —              | 31     | 1      | 4      |
| Club Totaal | Club Totaal     | Club Totaal         | 40         | 2          | 4          | 0     | 0     | 0     | 0              | 0              | 0              | 40     | 2      | 4      |
| TOTAAL      | TOTAAL          | TOTAAL              | 407        | 7          | 31         | 49    | 1     | 2     | 88             | 0              | 7              | 544    | 8      | 40     |

## Interlandcarrière
Met Frankrijk –21 nam Sagna in 2006 deel aan de EK-eindronde in Portugal, waar de ploeg van bondscoach René Girard in de halve finales werd uitgeschakeld door de latere winnaar Nederland.
Sagna kwam op 22 augustus 2007 voor het eerst uit in het nationale A-team van Frankrijk in de gewonnen vriendschappelijke wedstrijd tegen Slowakije. Op het wereldkampioenschap 2010 speelde hij alle drie de wedstrijden van het Franse team van begin tot eind.
Hij miste het EK voetbal 2012 vanwege een beenbreuk, die de verdediger van Arsenal opliep op 5 mei 2012 tijdens het competitieduel met Norwich City (3-3). Sagna was nog maar amper hersteld van een breuk in zijn kuitbeen, een blessure die hij in oktober 2011 had opgelopen.
Op het wereldkampioenschap 2014 in Brazilië vertegenwoordigde hij zijn land alleen in het groepsduel tegen Ecuador. Bondscoach Didier Deschamps nam Sagna op 12 mei 2016 op in de Franse selectie voor het EK 2016, in eigen land. Hierop bereikten zijn ploeggenoten en hij de finale, die ze met 0–1 verloren van Portugal. Hij was een van de meer ervaren spelers in de selectie.

## Erelijst
| Competitie      |            |            |            |            |
| Competitie      | Aantal     | Jaren      |            |            |
| AJ Auxerre      | AJ Auxerre | AJ Auxerre | AJ Auxerre | AJ Auxerre |
| --------------- | ---------- | ---------- | ---------- | ---------- |
| Coupe de France | 1x         | 2004/05    |            |            |
| Arsenal         |            |            |            |            |
| FA Cup          | 1x         | 2013/14    |            |            |

Individueel
- Auxerre-speler van het seizoen: 2006/07
- Beste rechterverdediger van de Franse competitie: 2006/07
- Elftal van het jaar van de Franse competitie: 2006/07
- Elftal van het jaar van de Engelse competitie: 2007/08
- Beste rechterverdediger van de Engelse competitie: 2007/08